# أناتول رابوبورت
أناتول رابوبورت (بالأوكرانية: Анатолій Борисович Рапопо́рт؛ بالروسية: Анато́лий Бори́сович Рапопо́рт؛ 22 مايو 1911 - 20 يناير 2007)، طبيب نفسي رياضي أمريكي. ساهم في نظرية النظم العامة وعلم الأحياء الرياضي والنمذجة الرياضية للتفاعل الاجتماعي والنماذج التصادفية للعدوى.

## السيرة الذاتية
وُلد رابوبورت في لوزوفا، محافظة خاركوف، روسيا (حاليًا خاركيف أوبلاست، أوكرانيا) في عائلة يهودية علمانية. في عام 1922، ذهب إلى الولايات المتحدة، وأصبح في عام 1928 متجنّسًا. بدأ دراسة الموسيقا في شيكاغو واستمر بالعزف على البيانو وقيادة الفرق الموسيقية والتأليف الموسيقي في جامعة فيينا لفنون الموسيقا والأداء حيث درس من عام 1929 وحتى عام 1934. مع ذلك، وبسبب ظهور النازية، وجد أنه من المستحيل العمل بمهنة عازف بيانو.
غيّر رابوبورت مهنته إلى الرياضيات، وحصل على شهادة الدكتوراه في الرياضيات بإشراف أوتو شيلينغ وإبراهام أدريان ألبرت في جامعة شيكاغو في عام 1941 بتقديمه أطروحته عن «بنية الحقول اللاأبيلية بحساب محدد». حسب صحيفة غلوب آند ميل، كان عضوًا في الحزب الشيوعي الأمريكي لثلاث سنوات، لكنه تركه قبل تطوعه في القوات الجوية الأمريكية في عام 1941، إذ خدم في ألاسكا والهند في أثناء الحرب العالمية الثانية.
بعد الحرب، انضم إلى لجنة علم الأحياء الرياضي في جامعة شيكاغو (1947 - 1954) ونشر كتابه الأول، العلم وأهداف الإنسان، الذي شارك في تأليفه مع اختصاصي دراسة المعنى اللغوي، صموئيل إيشي هاياكاوا، في عام 1950. حصل رابوبورت بعد ذلك على زمالة لسنة واحدة في المركز المرموق للدراسات المتقدمة في العلوم السلوكية في ستانفورد، كاليفورنيا.
من عام 1955 وحتى عام 1970، كان رابوبورت أستاذ البيولوجيا الرياضية وباحثًا رياضيًا أول في جامعة ميشيغان بالإضافة إلى كونه عضوًا مؤسسًا، في عام 1955، في معهد أبحاث الصحة النفسية (إم إتش آر آي) في جامعة ميشيغان. في عام 1970، انتقل رابوبورت إلى تورونتو لتجنب أساليب شن الحرب في عصر فيتنام للولايات المتحدة. عُيّن رابوبورت أستاذًا في الرياضيات وعلم النفس في جامعة تورونتو من عام 1970 وحتى عام 1979. عينته الجامعة أستاذًا فخريًا في عام 1980. عاش في حي ويتشوود بارك الريفي المطل على وسط مدينة تورونتو، إلى جوار مارشال ماكلوهان. عقب تقاعده من جامعة تورونتو، أصبح مدير معهد الدراسات المتقدمة في فيينا حتى عام 1983.
عينته جامعة تورونتو أستاذًا في دراسات السلام في عام 1984، المنصب الذي شغله حتى عام 1996، لكنه استمر في التدريس حتى عام 2000.
في عام 1984، شارك في تأسيس منظمة «العلم من أجل السلام» وانتُخب الرئيس وبقي في منصبه حتى عام 1998.
في عام 1954، شارك أناتول رابوبورت في تأسيس جمعية أبحاث النظم العامة، إلى جانب الباحثين: لودفيج فون بيرتالانفي، رالف دبليو جيرارد، كينيث بولدينج. وأصبح رئيس جمعية أبحاث النظم العامة في عام 1965.
توفي أناتول رابوبورت إثر إصابته بذات الرئة في تورونتو. تاركًا وراءه زوجته غوين وابنته آنيا وابنيه ألكسندر وأنتوني.